# Harém

Scéna v harému, Giovanni Antonio Guardi

Harém (arabsky حريم harîm = haram) je v arabské tradici část domu, zakázaná všem mužům kromě pána domu. Nejznámější a nejvelkolepější harémy bývaly v Osmanské říši. Slovo znamenalo soukromí a bylo velmi respektováno a ctěno.
V západních jazycích jako například angličtina se slovo vztahuje ke kolektivům žen v polygamních domácnostech i místům, která jsou cizím mužům zakázaná. V modernějším pojetí je to množství žen, které jsou takto k dispozici jednomu muži.
V dalších jazycích se ujalo slovo seraglio z italštiny - původ z perského sarail, které znamená palác, či uzavřený dvůr - což je prakticky synonymum ke slovu harém; to však není zcela přesné, neboť serail je výraz používaný pro celý palác, jehož je harém pouze jednou částí.

## Slovo
Do angličtiny se slovo dostalo roku 1634[zdroj?] z tureckého harem, které bylo přejaté z arabského slova haram (zakázaný), původně znamenající „ženské prostory“, doslovně „něco zakázaného a drženého v bezpečí“. Slovo má kořen ve slově harama, znamenajícího hlídal a zakázal. Tři souhlásky H-R-M se často vyskytují v arabských slovech s významem zakázat. Je příbuzné s hebrejským herem, které má podobný význam jako řecké anathema, používané při exkomunikaci, a znamenalo rozsudek vynesený židovským soudem Sanhedrin; všechny tyto výrazy znamenají něco posvátného a nedoktnutelného. V islámu je soukromí žen velmi a natolik ctěno, že jakékoliv jeho porušení je haram - zakázáno.
Oproti v západním světě všeobecně rozšířenému přesvědčení v muslimském harému nežily jen sultánovy manželky a milenky, ale také jejich děti. Harémy mohly být palácové komplexy z pohádek tisíce a jedné noci se služebnictvem a vykastrovanými strážci, ale také jen obyčejné ženské pokoje, podle turecké tradice oddělené od selamlik - mužských částí domu.

## Historie

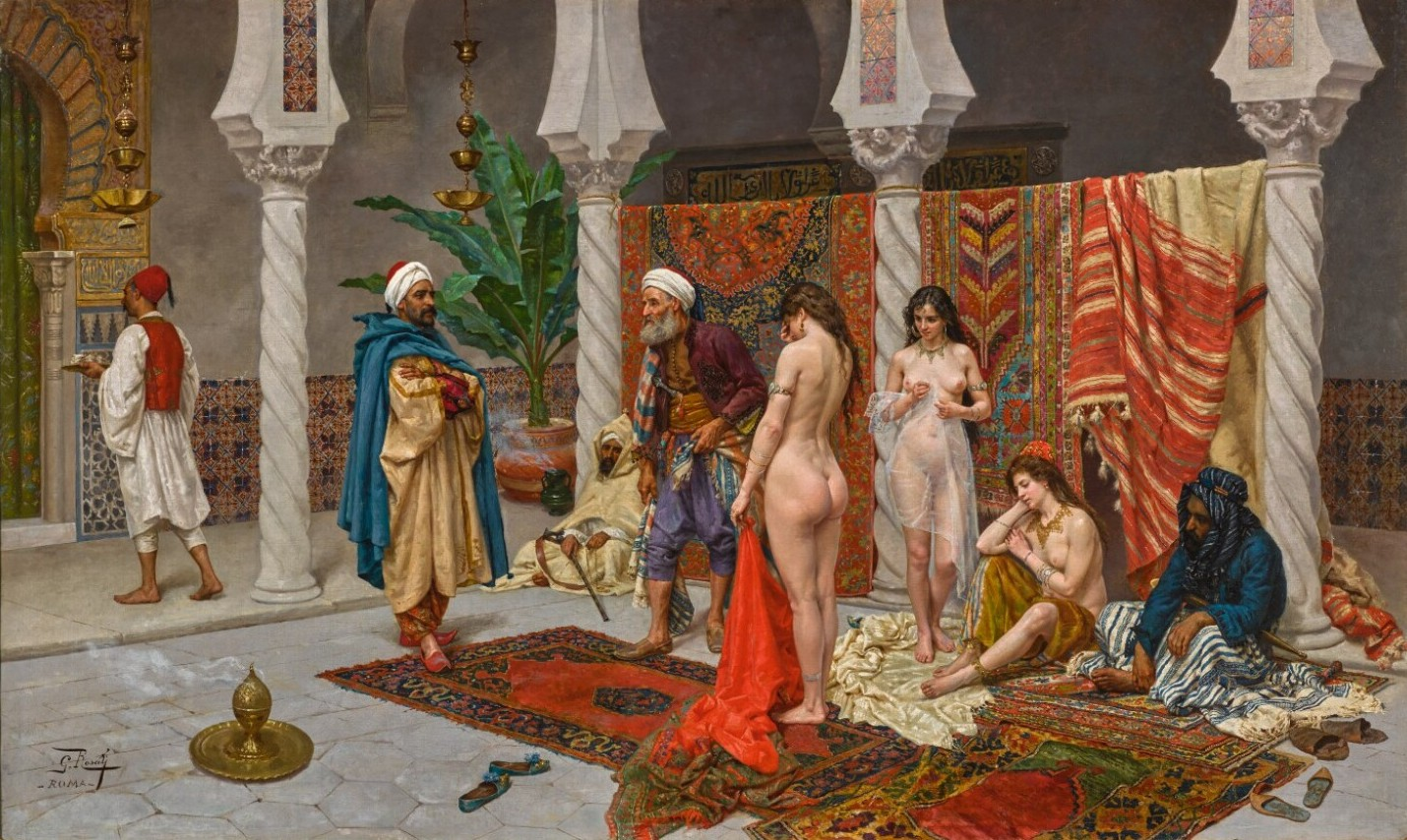
Harém (Giulio Rosati)

Harém tureckých sultánů v paláci Topkapı ubytovával několik set, svého času až tisíc žen, z nichž některé byly i manželky. V harému žila též panovníkova matka, jeho sestry a další ženské příbuzenstvo. V harému byli dále přítomni vykastrovaní sluhové a mladé otrokyně, které sloužily sultánovým milenkám. Do šestnácti let byl harém domovem také sultánovým synům, kteří byli po dosažení tohoto věku považováni za dostatečně zralé, aby jeho zdi opustili a začali se podílet na veřejném životě. Harém v Topkapı byl v podstatě obývacími prostorami sultána a jeho nejbližších v rámci palácového komplexu.
Harémy údajně existovaly v Persii již za antické achaimenovské říše i později za íránských dynastií. Za dynastie Sásánovců bylo v harému přítomno až 3000 manželek a 12000 otrokyň. Ženy v královských harémech často hrály skryté, leč důležité role v perských dějinách, zejména v letech 1905 až 1911 během íránské revoluce. Tato tvrzení jsou však některými íránskými historiky odmítána.
Slovo harém bývá dáváno také do spojitosti s čínským výrazem hougong - doslova „palác za“. Hougon byly velké paláce pro císařovy manželky, milenky, služebné a eunuchy. Žen, pobývajících v hougonu, bývaly tisíce.
Někteří muslimové odmítají, že by existence harému měla cokoliv společného s islámem, naopak tvrdí, že byly jen součástí osmanské kultury a že harémy pocházejí z předmuslimských i předkřesťanských dob (kde ovšem existovaly pod jiným názvem).
V dobách romantismu Evropu harémy fascinovaly (viz také orientalismus), do jisté míry na tom měla podíl dobrodružná literární tvorba Richarda Francise Burtona. V Evropě byla rozšířena představa o harému jako o nevěstinci, skládajícího se z nahých smyslných žen ležících okolo lázně s naolejovanými těly, připravených potěšit pána domu, kdykoliv si umane. Mnohé z těchto představ byly ztvárněny tehdejšími malíři.
Nové výzkumy však jednoznačně ukazují, že účast žen v osmanské vyšší, resp. dynastické společnosti byla velmi institucionalizovaná a hierarchizovaná. Pohlavní život (samozřejmě za účelem plození potomků) probíhal v prostředí přísné hierarchie a odstupňování moci, paralelně k mužskému mocenskému aparátu. Dělení moci uvnitř dynastie spočívalo nikoli ve větvení, ale v generačním zajištění následníků. Starší generace - ženy i muži - kontrolovaly pohlavní život a reprodukci mladších. Oproti na fantaziích a mýtech založeným evropským cestopisům podléhala sexualita a smyslnost v panovnickém harému přísným pravidlům a kontrole. Harém byl reglementovaná instituce dynastické reprodukční politiky.
Mocnou konkubínou v osmanském harému byla dcera pravoslavného popa Roxelana, která byla roku 1520 unesena při nájezdu Tatarů a jako otrokyně prodána do paláce Topkapı v Istanbulu, kde se později stala oficiální manželkou sultána Sulejmana I a matkou následníka trůnu. Osmanský sultán Ibrahim I., který vládl v letech 1640–1648, se zamiloval do konkubíny a aby dosáhl  usmíření s ní, nechal povraždit ostatních 280 žen v harému – svázané oběti byly utopeny v Bosporu.

## Odrazy v umění
V Evropě je staletí staré téma zobrazení Evropanky, násilně odvlečené do orientálního harému. Příkladem může sloužit Mozartova opera Die Entführung aus dem Serail (Únos ze serailu), vztahující se k pokusu hrdiny Belmonta o záchranu jeho milované Konstancie z harému paši Selima.
Toto téma bylo znovu a znovu zpracováváno v nesčetných historických románech. Jeden příklad za všechny - Angelika a sultán, část úspěšné francouzské série manželů Anne a Serge Golonových o francouzské šlechtičně 17. století, zajaté piráty, prodané marockému králi a vsazené do harému, která odmítne i krále a za spletitých okolností se jí podaří uprchnout a setkat se se svým manželem.

## Galerie

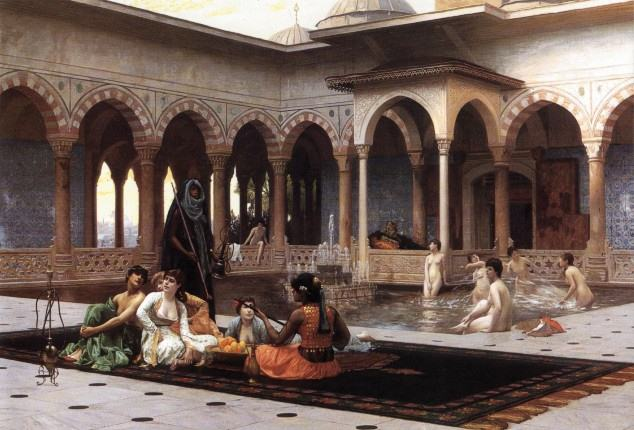
Terasa harému, Gérôme, Jean-Léon, 1824–1904, Francie
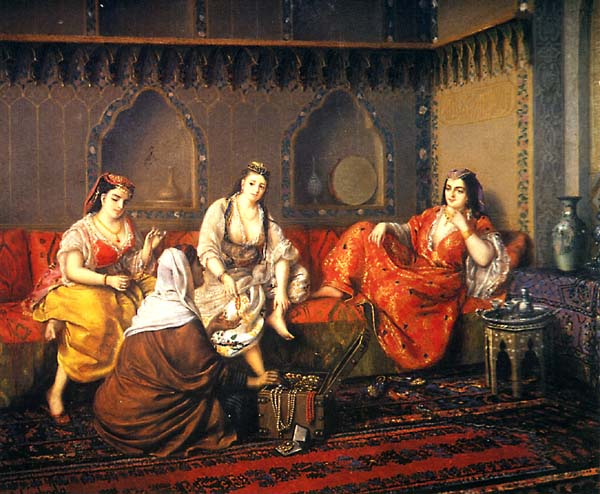
Nákupy v harému, Swoboda, Rudolf, 1859-1914. Rakousko
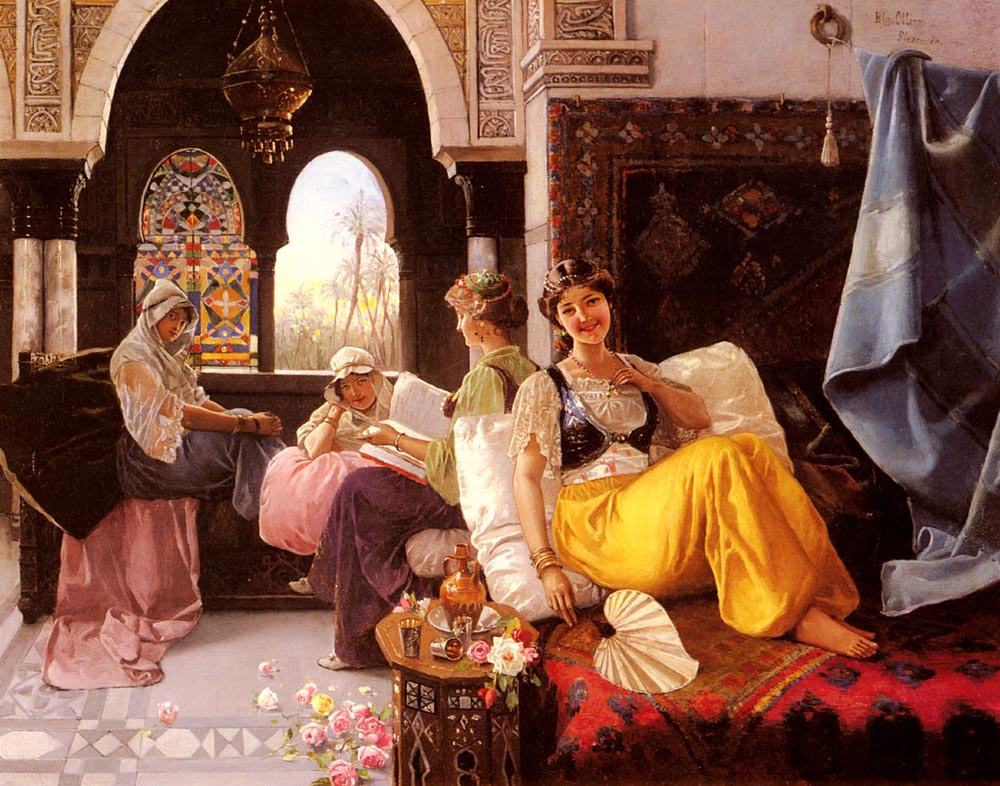
Scéna v harému, Olleras Quintana-Blas, 1851-1919, Itálie
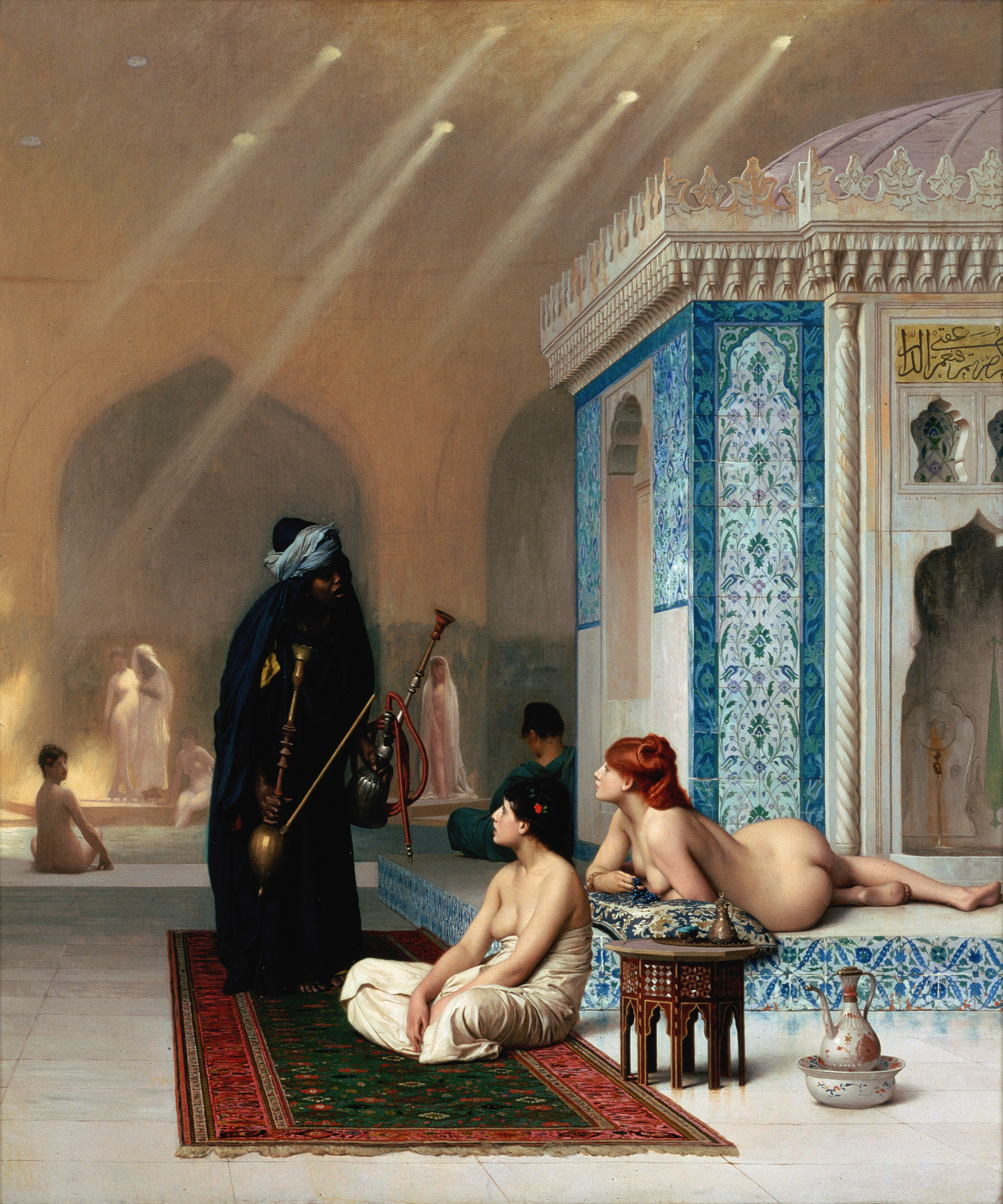
Harém, Gérôme, Jean-Léon, 1824–1904, Francie